# Oettinger Brauerei
Oettinger Brauerei – niemiecka grupa piwowarska, wywodząca się z Bawarii. Swoją główną siedzibę ma w mieście Oettingen in Bayern, oprócz tego piwo produkowane jest także w browarach znajdujących się w miejscowościach Gotha, Mönchengladbach i Braunschweig (browary te znajdują się poza Bawarią i zostały zakupione, aby dotrzeć do klientów w innych częściach kraju).
Zatrudnia około 1250 pracowników i produkuje 6,6 miliona hektolitrów piwa rocznie, co czyni grupę największą firmą piwowarską w Niemczech.
Produkty grupy piwowarskiej charakteryzują się niskimi cenami, osiągniętymi dzięki redukcji kosztów produkcji; m.in. browar nie prowadzi akcji reklamowych, piwo dostarcza bez pośredników, a produkcja jest wysoce zautomatyzowana.

## Historia
Początki warzenia piwa w Oettingen przez miejscowych grafów sięgają 1333 roku, ale obecny browar rozpoczął działalność w 1731. Do 1956 roku znany był jako Fürstliche Brauhaus zu Oettingen, po zakupieniu go przez rodzinę Kollmar (członek rodziny jest w zarządzie firmy do dzisiaj) zmieniono nazwę na współczesną Oettinger Brauerei GmbH.
Od 2008 roku piwo Oettinger jest produkowane także na licencji za granicą: w Moskwie (Московская Пивоваренная Компания), a od 2011 także w Mińsku (Криница) i Radomyślu (пиво-безалкогольний комбінат).
W 2008 Oettinger kupił Feldschlößchen-Brauerei w Braunschweigu od grupy Carlsberg, wówczas największy browar Dolnej Saksonii. Do niedawna piwo produkował także w zakładach w Pritzwalk i Dessow (do 2009) oraz w Schwerinie (do 2011).

## Produkty z browaru Oettinger

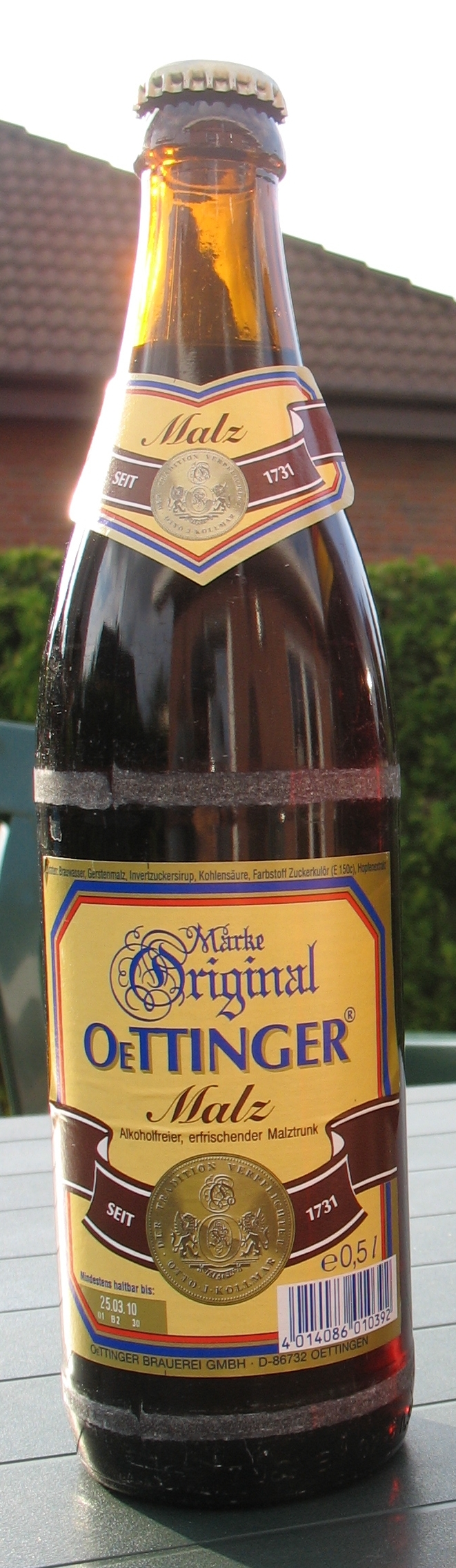
Oettinger Malz

- Vollbier Hell, 4,7% alkoholu, 11,2 ekstraktu
- Pils, 4,7% alkoholu, 11,2 ekstraktu,
- Export, 5,4% alkoholu, 12,4 ekstraktu,
- Urtyp, piwo marcowe, 5,6% alkoholu, 12,3 ekstraktu,
- Leichte Weiße, piwo pszeniczne, niskokaloryczne, 2,8% alkoholu, 7,3 ekstraktu,
- Hefeweißbier, piwo pszeniczne, 4,9% alkoholu, 11,5 ekstraktu,
- Hefeweißbier dunkel piwo pszeniczne ciemne, 4,9% alkoholu, 11,5 ekstraktu,
- Kristallweizen, 4,9% alkoholu, 11,5 ekstraktu,
- Leicht, piwo lekkie, niskokaloryczne, 2,8% alkoholu, 7,2 ekstraktu,
- Alkoholfrei, bezalkoholowe, poniżej 0,5% alkoholu, 7,2 ekstraktu,
- Radler, radler cytrynowy, 2,5% alkoholu, 9,3 ekstraktu,
- Radler alkoholfrei, radler cytrynowy, poniżej 0,5% alkoholu, 8,1 ekstraktu,
- Alt, piwo specjalne, 4,9% alkoholu, 11,2 ekstraktu,
- Schwarzbier, piwo ciemne, aromatyzowane, 4,9% alkoholu, 11,2 ekstraktu,
- Winterbier, piwo sezonowe, 5,6% alkoholu, 12,3 ekstraktu,
- Malz, bezalkoholowe, poniżej 0,5% alkoholu, 12,3 ekstraktu,
- Mixed, miks piwa i coli, 2,5% alkoholu, 10,3 ekstraktu,
- Gold, 4,9% alkoholu, 11,2 ekstraktu,
- Bock, 6,7% alkoholu, 16,2 ekstraktu,
- Weißbier alkoholfrei, piwo pszeniczne bezalkoholowe, poniżej 0,5 alkoholu, 7,3 ekstraktu,
- Weizen & Grapefruit, miks piwa pszenicznego i napoju grejpfrutowego, 2,5% alkoholu, 10,6 ekstraktu,
- Weizen & Erdbeere, miks piwa pszenicznego i napoju poziomkowego, 2,5% alkoholu, 10,3 ekstraktu.

Oprócz piw własnej marki browar produkuje też dla kompanii Carlsberg oraz pod nazwą handlową dla supermarketów.